# 宝瓶座EZ
宝瓶座EZ是一个位于宝瓶座的三合星系统，距离地球11.3光年（3.5秒差距）。它的三颗成员星都是红矮星。宝瓶座EZ A和C是光谱双星，宝瓶座EZ A和B都发射出X射线，共同组成Luyten 789-6。
宝瓶座EZ目前正在逐渐接近太阳系，大约31400年后，将会到达最近距离7.5光年（2.3秒差距），之后距离逐渐增大。ChView的模拟显示目前最靠近它的恒星是拉卡伊9352，距离大约是4.1光年（1.3秒差距）。